# Granatstern

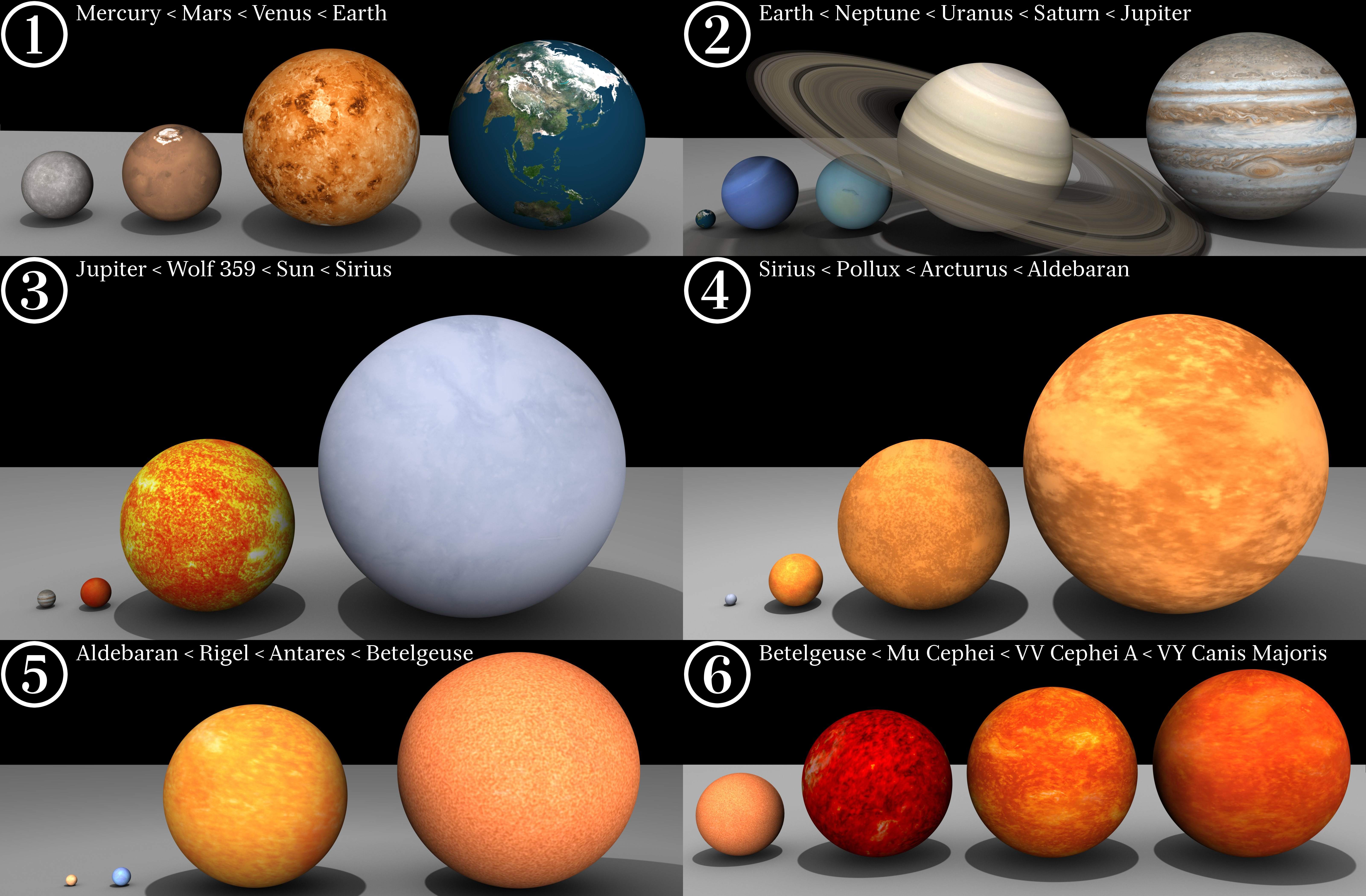
Der Granatstern (engl. Mu Cephei) im Größenvergleich zu anderen Himmelskörpern (Bild 6, dritter von rechts, zwischen Betelgeuse und VV Cephei)

Granatstern ist die Bezeichnung des Sterns μ Cephei im Sternbild Kepheus.
Die Bezeichnung „Granatstern“ stammt von Wilhelm Herschel, da μ Cephei aufgrund seiner Spektralklasse M2 granatrot erscheint. μ Cephei ist ein halbregelmäßig veränderlicher Stern und war der Prototyp der nicht mehr verwendeten Klasse der My-Cephei-Sterne. My Cephei wird heute den SRc-Sternen zugeordnet und
seine scheinbare visuelle Helligkeit schwankt zwischen +3,7 mag und +5,0 mag
mit Perioden von 850 und 4400 Tagen.
Der Granatstern wird von zwei relativ leuchtschwachen Begleitern umkreist, über die noch wenig bekannt ist. Mit jeweils scheinbaren Helligkeiten von 12,3 mag, bzw. 12,7 mag sind sie nur in größeren Teleskopen sichtbar.
μ Cephei B wurde der Spektralklasse M0 zugeordnet; weitere Angaben in Bezug auf Masse, Leuchtkraft und Radius sind noch sehr ungewiss und basieren nur auf Schätzungen und Ergebnissen aus Simulationen.